# Sinclair Research
Sinclair Research Ltd is een Brits consumentenelektronicabedrijf, opgericht door Clive Sinclair in Cambridge. Het bedrijf werd oorspronkelijk opgericht als Westminster Mail Order Ltd, later Sinclair Instrument Ltd, daarna Science of Cambridge Ltd, daarna Sinclair Computers Ltd en uiteindelijk Sinclair Research Ltd. Het was de opvolger van Sinclair's eerdere bedrijf Sinclair Radionics Ltd, dat na financiële problemen overgenomen was door de Britse overheid in de jaren 70. De naam Sinclair Research werd vastgelegd in 1981.

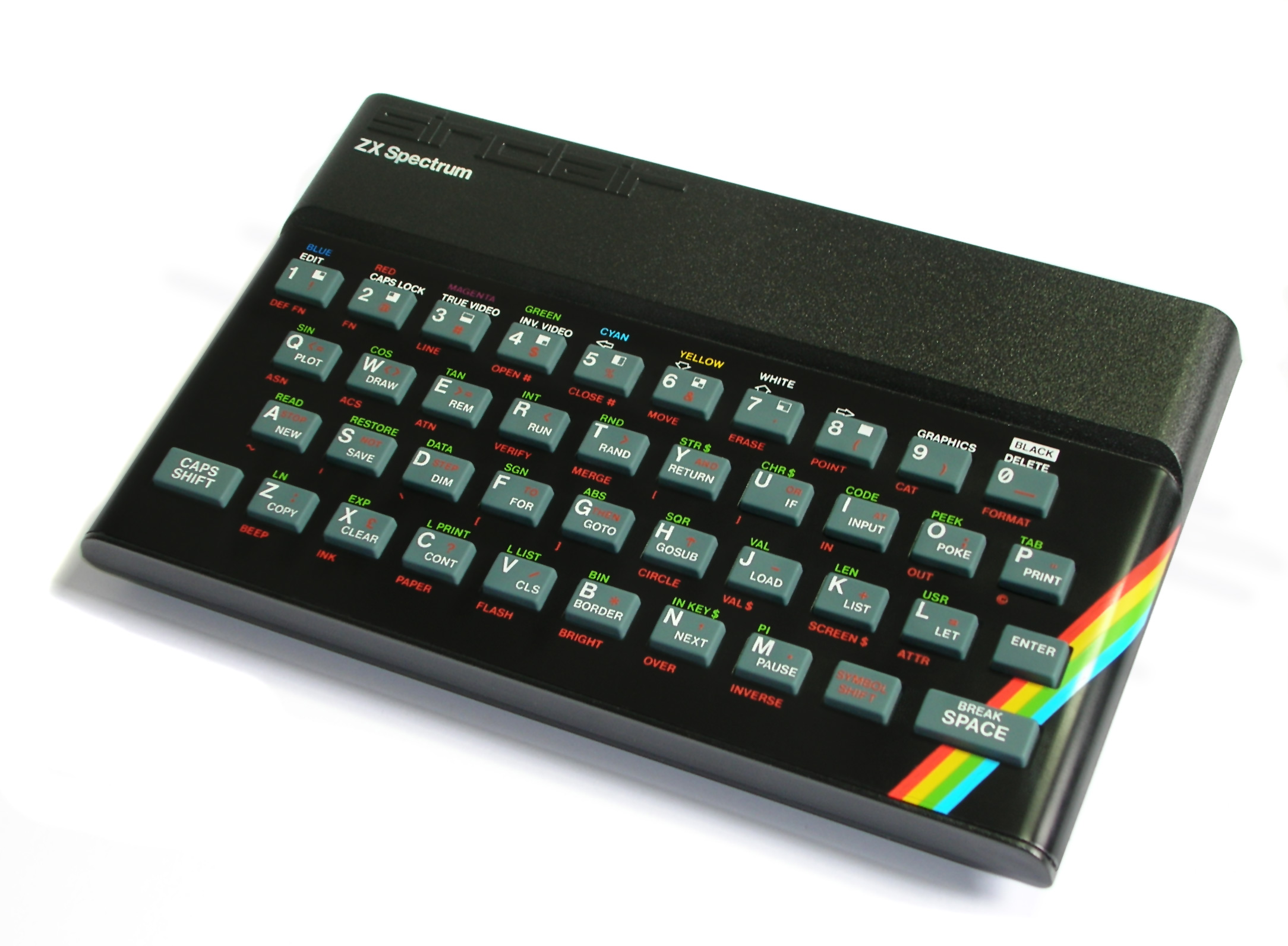
Sinclair ZX Spectrum homecomputer

Clive Sinclair bracht in 1980 zijn eerste homecomputer uit, de ZX80, die £ 99,95 kostte, toen de goedkoopste computer die in het Verenigd Koninkrijk beschikbaar was. Deze werd een jaar later opgevolgd door de ZX81. In 1982 bracht Sinclair Research de ZX Spectrum uit, die de best verkochte homecomputer in het VK werd en ook populair was in andere Europese landen, waaronder Nederland. Later werd de Sinclair QL geïntroduceerd die op de zakelijke markt was gericht. Deze werd echter er een flop. Ook de elektrische driewieler C5 werd een mislukking. In 1986 nam het Britse bedrijf Amstrad (geleid door Alan Sugar) de computertak van Sinclair over, het bedrijf bleef echter als zelfstandige entiteit bestaan voor het uitbrengen van de uitvindingen van Sinclair.